# Walter Smith (regisseur)
Antonie Wouter Smith (Rotterdam, 14 maart 1894 - 30 juni 1961) was een Nederlands filmregisseur en acteur.
Smith (eigenlijke naam Toon Smith) begon zijn loopbaan bij het toneel onder Nap de la Mar. later stapte hij over naar film waar hij voornamelijk in kleine rollen verscheen in Op stap en De big van het regiment, daarna richtte hij zich op het regisseursvak.  
Smith regisseerde enkele Nederlandse films in de jaren 40 en 50. Hij is het bekendst van de films Drie weken huisknecht (1944) en Rechter Thomas (1953). Ook maakte hij documentaires en verslagen voor het Polygoon-journaal. Enkele van zijn films zijn nog vermist of verloren gegaan.